# Бу-дю-Пон-де-Ларн
Бу-дю-Пон-де-Ларн (фр. Bout-du-Pont-de-Larn, окс. Cap del Pont de Larn) — коммуна во Франции, находится в регионе Юг — Пиренеи. Департамент — Тарн. Входит в состав кантона Мазаме-2 Валле-дю-Торе. Округ коммуны — Кастр.
Код INSEE коммуны — 81036.

## География

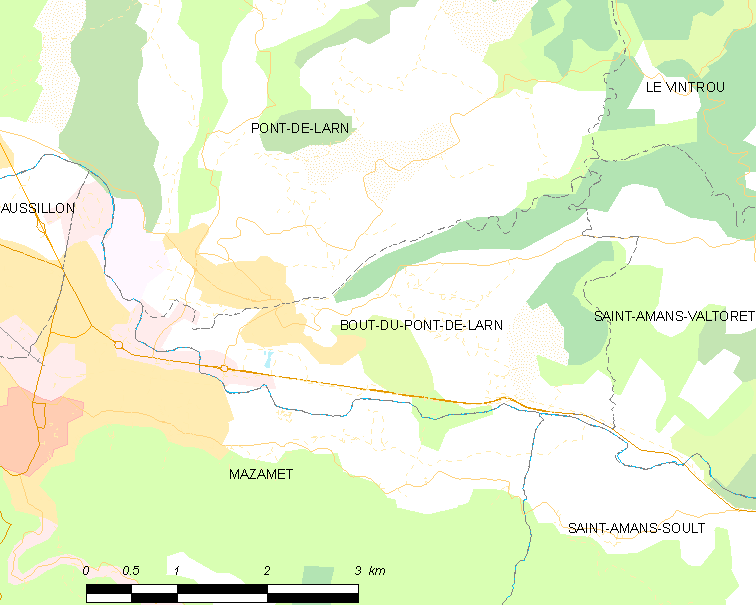
Карта коммуны

Коммуна расположена приблизительно в 600 км к югу от Парижа, в 80 км восточнее Тулузы, в 55 км к юго-востоку от Альби.
На юге коммуны протекает река Торе, а на севере — река Арн.

## Климат
Климат умеренно-океанический. Зима мягкая и дождливая, лето жаркое с частыми грозами. Ветры довольно редки.

## История
Коммуна была образована в 1928 году путём отделения от коммуны Сент-Аман-Вальторе.

## Население
Население коммуны на 2010 год составляло 1078 человек.
| 1962 | 1968 | 1975 | 1982 | 1990 | 1999 | 2010 |
| ---- | ---- | ---- | ---- | ---- | ---- | ---- |
| 596  | 611  | 538  | 759  | 1053 | 1070 | 1078 |

## Администрация
| Период | Период | Фамилия    | Партия | Примечания |
| ------ | ------ | ---------- | ------ | ---------- |
| 2001   | 2008   | Жан Марти  |        |            |
| 2008   | 2020   | Бернар Пра |        |            |

## Экономика
В 2007 году среди 726 человек в трудоспособном возрасте (15—64 лет) 519 были экономически активными, 207 — неактивными (показатель активности — 71,5 %, в 1999 году было 72,3 %). Из 519 активных работали 473 человека (254 мужчины и 219 женщин), безработных было 46 (18 мужчин и 28 женщин). Среди 207 неактивных 57 человек были учениками или студентами, 100 — пенсионерами, 50 были неактивными по другим причинам.